# Kanton Metz-2
Kanton Metz-2 (fr. Canton de Metz-2) je francouzský kanton v departementu Moselle v regionu Grand Est. Tvoří ho pouze část města Mety. Zřízen byl v roce 2015.